# فضل اکبر
فضل اکبر (انگلیسی: Fazal Akbar؛ زادهٔ نوامبر ۱۹۰۳) قاضی اهل پاکستان است. وی در سال ۱۹۶۸ قاضی ارشد پاکستان بوده‌است.